# Betalamea Lake
Betalamea Lake är en sjö i Kanada.   Den ligger i territoriet Northwest Territories, i den centrala delen av landet, 3 500 km väster om huvudstaden Ottawa. Betalamea Lake ligger 432 meter över havet. Arean är 0,12 kvadratkilometer. Den sträcker sig 0,7 kilometer i nord-sydlig riktning, och 0,4 kilometer i öst-västlig riktning.
I omgivningarna runt Betalamea Lake växer i huvudsak barrskog. Trakten runt Betalamea Lake är nära nog obefolkad, med mindre än två invånare per kvadratkilometer.